# Asistolija
Asistolija, je naziv u medicini koji se koristi za stanje, bez električne aktivnosti srca, koje se elektrokardiografski bilježi ravnom crtom i predstavlja jedan od uvjeta za proglašavanje smrti čovjeka.
Asistolija kod osobe zahtjeva provođenje reanimacijski postupaka, kako bi se pokušao održati protok krvi kroz mozak, te uspostavila električna aktivnost srca. Osnovni reanimacijski postupak (BLS) kod asistolije sastoji se od kompresija prsnog koša i udisaj usta na usta (ili nos) u omjeru 30 kompresija i 2 udisaja, te tako naizmjence, dok se kod naprednog reanimacijskog postupka (ALS) od lijekova koristi adrenalin (prema smjernicama iz 2010.g. ERC-a, upotreba atropina je izbačena).
Stanja koja mogu dovesti do iznenadne asistolije su:
- hipovolemija
- hipoksija
- acidoza
- hipotermija
- hiperkalijemija ili hipokalijemija
- hipoglikemija
- tablete ili toksini
- srčana tamponada
- tenzijski pneumotoraks
- tromboza (infarkt miokarda)
- tromboza (plućna embolija)
- trauma (hipovolemija zbog krvarenja)

|  | Molimo pročitajte upozorenje o korištenju medicinskih informacija. Ne provodite liječenje bez savjetovanja s liječnikom! |